# Гибсон, Дебби
Де́бора Э́нн Ги́бсон (англ. Deborah Ann "Debbie" Gibson; род. 31 августа 1970, Бруклин, Нью-Йорк), более известная как Дебби Гибсон — американская певица, кумир подростков конца 1980-х—начала 1990-х годов. В 17 лет Гибсон стала самым молодым музыкантом, когда-либо написавшим, исполнившим и выпустившим песню, занявшую первое место в американском хит-параде Billboard Hot 100, побив рекорд Джорджа Майкла. В 2010 году сингл «I Love You» с альбома Ms. Vocalist, занял первое место в чарте Japanese Billboard
Она регулярно появлялась на обложках журналов для подростков, таких как Tiger Beat в США. Впоследствии Гибсон занималась бродвейскими постановками и съёмками в независимых фильмах и на телевидении. Она продолжает заниматься музыкой и по сей день. Также Гибсон является активным сторонником благотворительности.

## Ранние годы
Гибсон родилась в Бруклине в семье Дайан и Джозефа Гибсонов. В 5 лет начала выступать в любительском театре со своими сестрами и написала свою первую песню — Make Sure You Know Your Classroom. В 8 лет она пела в детском хоре в нью-йоркском Метрополитен Опера. Она начала играть на укулеле и брать уроки фортепиано (в том числе у известного американского пианиста Мортона Эстрина). Гибсон говорила, что её дом, наверно, был единственным, где дети не могли поделить пианино.

## Музыкальная карьера

### 1987—1990

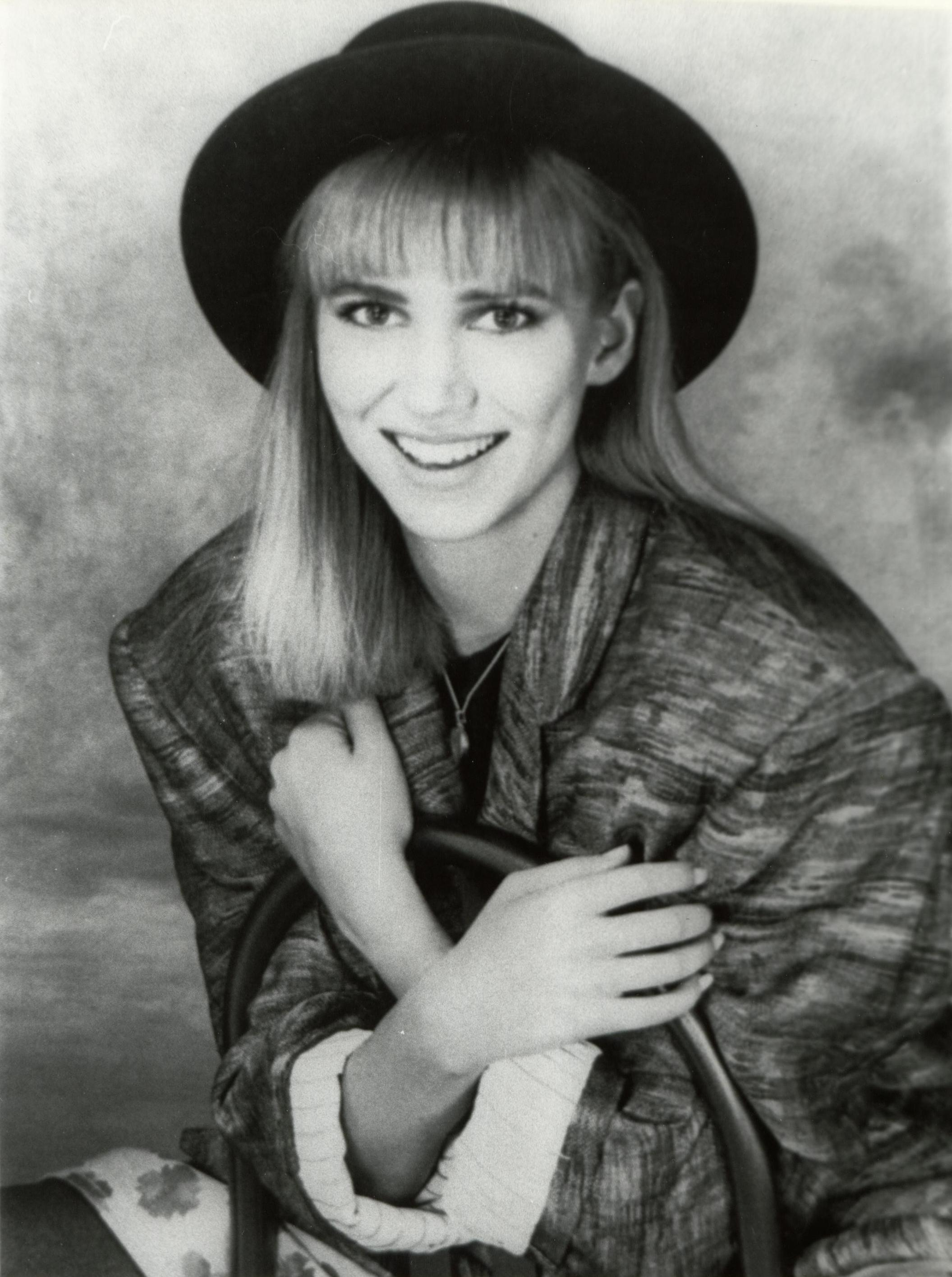
Промофотография Дебби Гибсон (1989)

Гибсон несколько лет пыталась отдать свою демозапись каждому встречному продюсеру. В конце концов, в 16 лет с помощью менеджера Дуга Брейтбарта она обратила на себя внимание Atlantic Records, после чего и началась её успешная карьера.
В 1987 году, выступая в различных ночных клубах Америки, Гибсон записывала песни, которые вошли в её дебютный альбом Out of the Blue. Альбом был записан за 4 недели.
Четыре сингла с Out of the Blue попали в первую пятерку чарта Billboard Hot 100: «Only in My Dreams», «Shake Your Love», «Out of the Blue» и попавшая на первую строчку чарта «Foolish Beat». «Staying Together», пятый сингл, занял 22 место. «Foolish Beat» установил рекорд для Гибсон, сделав её самым молодым музыкантом, когда-либо написавшим, исполнившим и выпустившим песню, занявшую первое место в американском хит-параде Billboard Hot 100, — рекорд был побит американским рэпером Soulja Boy. Гибсон имела успех в Великобритании, Японии и Южной Азии. К концу 1988 года Out of the Blue стал трижды платиновым. В октябре 1988 года Гибсон исполнила национальный гимн на игре мировой серии Главной лиги бейсбола. Вплоть до 1989 года Гибсон записывала свой второй альбом Electric Youth, который вышел в марте и 5 недель занимал лидирующую позицию чарта Billboard 200. Первый сингл с альбома, «Lost in Your Eyes», продержался на первой строчке 3 недели. Гибсон также удалось стать первой исполнительницей, одновременно возглавляющей чарты Billboard с синглом и альбомом. В 1989 она, наряду с Брюсом Спрингстином, получила награду от Американского сообщества композиторов, авторов и издателей в номинации Композитор года. Последующие синглы с альбома не попали в первую десятку чарта: «Electric Youth» (№ 11), «No More Rhyme» (№ 17) и «We Could Be Together» (№ 71). Альбом Electric Youth стал дважды платиновым.

### 1990 — настоящее время

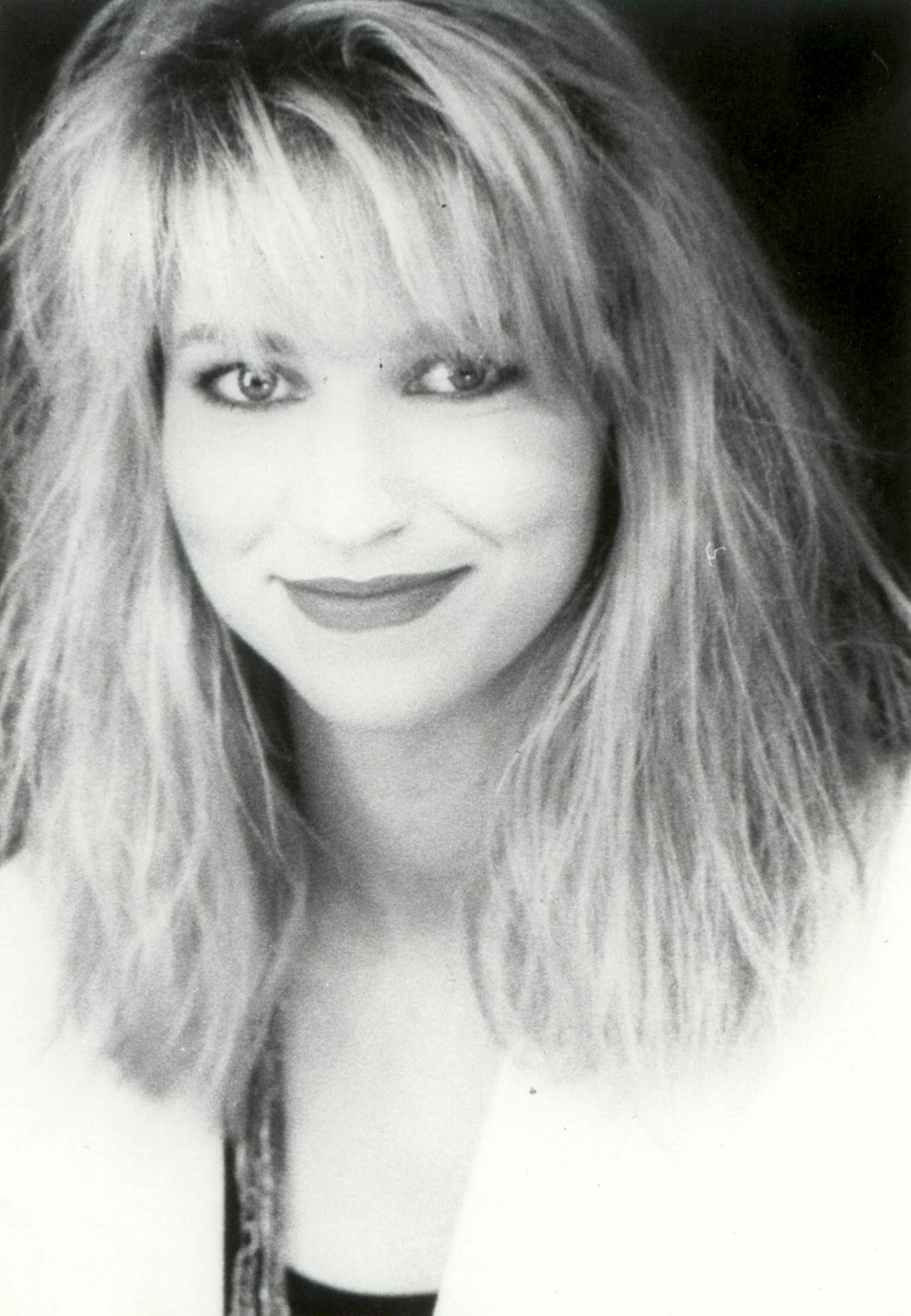
Гибсон на съёмках клипа на песню "No More Rhyme"

Впоследствии Гибсон записала ещё 2 альбома на Atlantic Records: Anything Is Possible (1990) и Body Mind Soul (1992), которые не имели такого успеха, как два предыдущих. В 1995 Atlantic выпустил сборник лучших хитов одновременно с выпуском альбома Think With Your Heart на лейбле SBK.
Спустя два года были выпущены два новых альбома: Moonchild и Deborah. Первый, помимо новых песен, содержал в себе две новые версии хита "Only In My Dreams". В 2001 году певица записала альбом M.Y.O.B., а в 2003 - Colored Lights. В 2010  году, отмечая своё сорокалетие, Дебби записала альбом Ms. Vocalist, сингл, которого, I Love You, занял первое место в чарте Japanese Billboard.
Также Гибсон участвовала в записи благотворительного сингла Voices that Care, который занял 11 место в чарте Billboard Hot 100.

## Дискография

### Студийные альбомы
- Out of the Blue (1987)
- Electric Youth (1989)
- Anything Is Possible (1990)
- Body Mind Soul (1992)
- Think With Your Heart (1995)
- Deborah (1997)
- M.Y.O.B. (2001)
- Colored Lights: The Broadway Album (2003)
- Ms. Vocalist (2010)

### Синглы
| Год  | Наименование сингла                                 | Позиция в чарте | Позиция в чарте | Позиция в чарте | Позиция в чарте | Позиция в чарте | Позиция в чарте | Позиция в чарте | Позиция в чарте | Позиция в чарте | Позиция в чарте | Альбом                                      |
| Год  | Наименование сингла                                 | U.S.            | U.S. dance      | U.S. AC         | UK              | CAN             | AUS             | JPN             | SWI             | NET             | IRL             | Альбом                                      |
| ---- | --------------------------------------------------- | --------------- | --------------- | --------------- | --------------- | --------------- | --------------- | --------------- | --------------- | --------------- | --------------- | ------------------------------------------- |
| 1987 | "Only in My Dreams"                                 | 4               | 12              | 31              | 11              | 6               | —               | —               | —               | 46              | 20              | Out of the Blue                             |
| 1987 | "Shake Your Love"                                   | 4               | 6               | —               | 7               | 10              | 27              | —               | 19              | 24              | 3               | Out of the Blue                             |
| 1988 | "Out of the Blue"                                   | 3               | 44              | 16              | 19              | 21              | 71              | —               | —               | 88              | 19              | Out of the Blue                             |
| 1988 | "Foolish Beat"                                      | 1               | —               | 8               | 9               | 1               | 49              | —               | 10              | 8               | 5               | Out of the Blue                             |
| 1988 | "Staying Together"                                  | 22              | —               | —               | 53              | 29              | —               | —               | —               | —               | 15              | Out of the Blue                             |
| 1989 | "Lost in Your Eyes"                                 | 1               | —               | 3               | 34              | 5               | 8               | —               | —               | 45              | 18              | Electric Youth                              |
| 1989 | "Electric Youth"                                    | 11              | 3               | —               | 14              | 15              | 17              | —               | —               | 35              | 13              | Electric Youth                              |
| 1989 | "No More Rhyme"                                     | 17              | —               | 13              | —               | 25              | 59              | —               | —               | —               | —               | Electric Youth                              |
| 1989 | "We Could Be Together"                              | 71              | —               | —               | 22              | —               | 53              | —               | —               | —               | 23              | Electric Youth                              |
| 1990 | "Without You"                                       | —               | —               | —               | —               | —               | —               | 26              | —               | —               | —               | Только сингл (Япония)                       |
| 1990 | "Anything Is Possible"                              | 26              | —               | 48              | 51              | 17              | 63              | —               | —               | —               | —               | Anything Is Possible                        |
| 1991 | "One Step Ahead"                                    | —               | 18              | —               | —               | —               | —               | —               | —               | —               | —               | Anything Is Possible                        |
| 1991 | "In His Mind"                                       | —               | —               | —               | —               | —               | —               | 90              | —               | —               | —               | Anything Is Possible                        |
| 1991 | "Losin' Myself"                                     | 86              | 46              | 49              | —               | 73              | —               | —               | —               | —               | —               | Body, Mind, Soul                            |
| 1993 | "Shock Your Mama"                                   | —               | —               | —               | 74              | —               | —               | —               | —               | —               | —               | Body, Mind, Soul                            |
| 1993 | "You're the One That I Want" Дуэт с Craig McLachlan | —               | —               | —               | 13              | —               | —               | —               | —               | —               | 24              | Grease – The Original London Cast Recording |
| 2006 | "Say Goodbye" (с Jordan Knight)                     | —               | —               | 24              | —               | —               | —               | —               | —               | —               | —               | Jordan Knight – Love Songs                  |
| 2010 | "I Love You"                                        | —               | —               | —               | —               | —               | —               | 1               | —               | —               | —               | Ms Vocalist                                 |

## Избранная фильмография
| Год  |    | Русское название             | Оригинальное название           | Роль         |
| ---- | -- | ---------------------------- | ------------------------------- | ------------ |
| 2009 | ф  | Два миллиона лет спустя      | Mega Shark versus Giant Octopus | Эмма Макнейл |
| 2011 | ф  | Возвращение титанов          | Mega Python vs. Gatoroid        | Никки Райли  |
| 2014 | ф  | Мега-акула против Меха-акулы | Mega Shark versus Mecha Shark   | Эмма Макнейл |
| 2016 | тф | Лето мечты                   | Summer of Dreams                | Дэбби Тэйлор |
| 2018 | тф | Свадьба мечты                | Wedding of Dreams               | Дэбби Тэйлор |